# Haley McCutcheon
Haley Jean McCutcheon, nascida Haley Jean Hanson (Overland Park, 22 de fevereiro de 1996), é uma futebolista estadunidense que atua como meio-campo na equipe do time de futebol Orlando Pride.

## Carreira
Hanson foi escolhida pelo Houston Dash na sétima escolha geral no National Women's Soccer League (NWSL) College Draft de 2018. Ela assinou com o Dash e fez sua estreia em 25 de março de 2018, em um empate por 1-1 contra o Chicago Red Stars.

## Carreira internacional
Hanson recebeu sua primeira convocação para a Seleção de Futebol Feminina dos Estados Unidos em abril de 2018, quando foi adicionada à lista como substituta de Kelley O'Hara, que desistiu devido a uma lesão. Ela realizou sua primeira partida defendendo a seleção no dia 8 de abril de 2018, em um amistoso contra o México.
Em 23 de agosto de 2018, ela foi nomeada para a equipe sub-23 dos Estados Unidos para o torneio nórdico de 2018.

## Vida pessoal
Casou-se com Payne McCutcheon em dezembro de 2022.

## Estatísticas da carreira

### Colégio
| Clube    | Temporada | Partidas | Gols |
| -------- | --------- | -------- | ---- |
| Nebraska | 2014      | 19       | 0    |
| Nebraska | 2015      | 15       | 3    |
| Nebraska | 2016      | 22       | 7    |
| Nebraska | 2017      | 19       | 9    |

### Clube
| Clube                           | Temporada | Liga     | Liga     | Liga | Copa     | Copa |
| ------------------------------- | --------- | -------- | -------- | ---- | -------- | ---- |
| Clube                           | Temporada | Liga     | Partidas | Gols | Partidas | Gols |
| Houston Dash                    | 2018      | NWSL     | 19       | 1    | -        | -    |
| Houston Dash                    | 2019      | NWSL     | 24       | 0    | -        | -    |
| Melbourne Victory Football Club | 2019-20   | W-League | 13       | 1    | -        | -    |
| Houston Dash                    | 2020      | NWSL     | 0        | 0    | 4        | 0    |
| Total                           | Total     | Total    | 56       | 2    | 4        | 0    |

### Internacional
| Estados Unidos | Estados Unidos | Estados Unidos |
| -------------- | -------------- | -------------- |
| Ano            | Partidas       | Gols           |
| 2018           | 1              | 0              |
| Total          | 1              | 0              |